# Хорхе Ньєвес
Хорхе Луїс Ньєвес Парра (ісп. Jorge Luis Nieves Parra, нар. 23 травня 1952) — уругвайський футбольний арбітр. Арбітр ФІФА у 1988—1997 роках.

## Кар'єра
Зокрема працював на таких турнірах
- Молодіжний чемпіонат світу з футболу до 20 років 1993 (3 гри)
- Кубок Америки 1993 року (3 гри)
- Кубок Америки 1997 року (3 гри, в тому числі фінал)
- Рекопа Південної Америки 1993 та 1997 років